# Ga Suối Vận
Ga Suối Vận là một nhà ga xe lửa tại xã Hàm Cường, huyện Hàm Thuận Nam, tỉnh Bình Thuận. Nhà ga là một điểm trên tuyến đường sắt Bắc Nam nằm giữa ga Hàm Cường Tây và ga Sông Phan. Lý trình ga: Km 1567 + 720.